# Johan Edvard Lundström

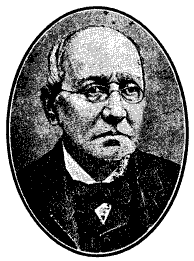
Johan Edvard Lundström.

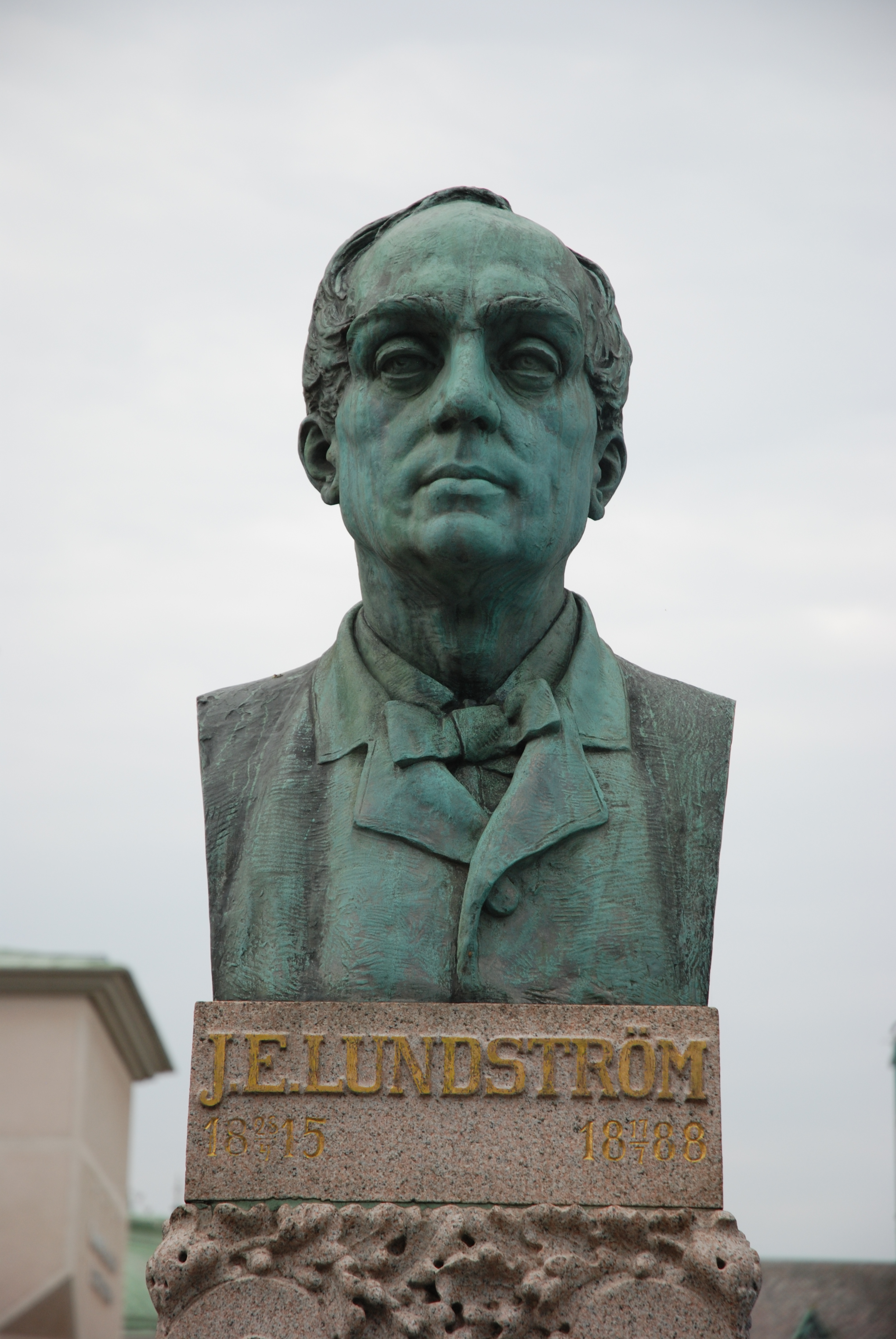
Byst över Johan Edvard Lundström på Lundströms plats i Jönköping, skapad av John Börjeson.

Johan Edvard Lundström, född 28 april 1815 i Jönköping, död där 17 juli 1888, var en svensk industriman och uppfinnare, även kallad "den svenska tändsticksindustrins fader". 
Johan Edvard Lundström var son till boktryckaren och tidningsutgivaren  Peter Lundström och bror till Carl Frans Lundström. Han växte upp i Jönköping, gick på Växjö läroverk och studerade under flera år från 1835 vid Uppsala universitet, framför allt naturvetenskapliga ämnen. Han avlade inte någon examen. Han arbetade därefter någon period som lärare på läroverket i Jönköping innan han tillsammans med Johan Sandwall 1843 grundade företaget J.E. Lundström & Comp, som bland annat förlade böcker och gav ut Jönköpingsbladet.
Han och brodern grundade 1845 Jönköpings tändsticksfabrik med tillverkningslokaler på Barnarpsgatan 6. Han vidareutvecklade den av Gustaf Erik Pasch uppfunna och 1844 patenterade fosforfria säkerhetständstickan, där man använde röd fosfor som applicerades på tändsticksaskens sida. Bröderna Lundström drev fram företaget till en världsledande position inom tändstickstillverkningen. Under året 1858 tillverkades över 12 miljoner tändsticksaskar i deras fabriker.
Johan Edvard Lundström och Lars Johan Hierta grundade Munksjö pappersbruk i Jönköping 1862, med tillverkning av maskingjort gult halmpapper. År 1863 lämnade han Jönköpings tändsticksfabrik för att ägna sig åt Munksjö. År 1869 sålde han sina andelar i Munksjö Pappersbruk till Hierta och grundade Katrinefors pappersbruk i Mariestad, där han var verksam fram till 1875. 
Han var därefter 1877–1879 statens förste inspektör över rikets tändsticksfabriker och gjorde en stor insats för att förebygga och förbjuda användningen av vit fosfor i tändsticksindustrin, vilken var orsak till den dödliga sjukdomen fosfornekros, speciellt bland dem som arbetade med appliceringen av fosforn på tändstickorna i fabrikerna. Den så kallade säkerhetständstickan som utnyttjade den ofarliga röda fosforn som applicerades på tändsticksaskens sida, kom att bli den metod man kom att använda för tändstickor över hela världen.
Lundström levde ogift genom livet. Han hade en dotter, som föddes 1846 av Maria Helena Kreij och som delvis växte upp hos honom.
En byst över Johan Edvard Lundström, skapad av John Börjeson, finns på Lundströms torg vid Västra Storgatan i Jönköping.
Lundström är begravd på Östra kyrkogården i Jönköping.